# انغا إدواردز
انغا إدواردز (بالسويدية: Inga Edwards)‏ هي ممثلة سويدية، ولدت في 7 سبتمبر 1937 في Oscar Parish ‏ في السويد، وتوفيت في 1 يونيو 2020.

## وصلات خارجية
- انغا إدواردز على موقع IMDb (الإنجليزية)
- انغا إدواردز على موقع قاعدة بيانات الأفلام السويدية (السويدية)
- انغا إدواردز على موقع قاعدة بيانات الفيلم (الإنجليزية)
- انغا إدواردز على موقع كينوبويسك (الروسية)